# Котрабудан
Котрабудан је насеље у општини Тузи у Црној Гори. Према попису из 2003. било је 288 становника (према попису из 1991. било је 247 становника).

## Демографија
У насељу Котрабудан живи 181 пунолетни становник, а просечна старост становништва износи 29,7 година (29,6 код мушкараца и 29,8 код жена). У насељу има 54 домаћинства, а просечан број чланова по домаћинству је 5,33.
Ово насеље је великим делом насељено Албанцима (према попису из 2003. године), а у последња три пописа, примећен је пораст у броју становника.
|  |

| Демографија | Демографија | Демографија |
| Година      | Становника  | Становника  |
| ----------- | ----------- | ----------- |
|             |             |             |
|             |             |             |
|             |             |             |
|             |             |             |
| 1948.       | 78          |             |
| 1953.       | 96          |             |
| 1961.       | 128         |             |
| 1971.       | 92          |             |
| 1981.       | 110         |             |
| 1991.       | 247         | 218         |
| 2003.       | 385         | 288         |
|             |             |             |

| Етнички састав према попису из 2003.‍ | Етнички састав према попису из 2003.‍ | Етнички састав према попису из 2003.‍ | Етнички састав према попису из 2003.‍ | Етнички састав према попису из 2003.‍ |
| ------------------------------------ | ------------------------------------ | ------------------------------------ | ------------------------------------ | ------------------------------------ |
|                                      |                                      |                                      |                                      |                                      |
| Албанци                              | Албанци                              |                                      | 285                                  | 98,95%                               |
| Црногорци                            | Црногорци                            |                                      | 2                                    | 0,69%                                |
| Муслимани                            | Муслимани                            |                                      | 1                                    | 0,34%                                |
| непознато                            | непознато                            |                                      | 0                                    | 0,0%                                 |

| Година пописа     | 1948. | 1953. | 1961. | 1971. | 1981. | 1991. | 2003. |
| ----------------- | ----- | ----- | ----- | ----- | ----- | ----- | ----- |
| Број домаћинстава | 11    | 15    | 26    | 11    | 13    | 31    | 56    |

| Број чланова      | 1  | 2 | 3 | 4 | 5  | 6  | 7 | 8 | 9 | 10 и више | Просек |
| ----------------- | -- | - | - | - | -- | -- | - | - | - | --------- | ------ |
| Број домаћинстава | 54 | 3 | 0 | 5 | 11 | 11 | 9 | 8 | 4 | 1         | 2      |

| Пол    | Укупно | Неожењен/Неудата | Ожењен/Удата | Удовац/Удовица | Разведен/Разведена | Непознато |
| ------ | ------ | ---------------- | ------------ | -------------- | ------------------ | --------- |
| Мушки  | 100    | 34               | 62           | 0              | 1                  | 3         |
| Женски | 95     | 19               | 60           | 12             | 1                  | 3         |
| УКУПНО | 195    | 53               | 122          | 12             | 2                  | 6         |

| Пол    | Укупно                    | Пољопривреда, лов и шумарство | Рибарство                            | Вађење руде и камена | Прерађивачка индустрија       |
| ------ | ------------------------- | ----------------------------- | ------------------------------------ | -------------------- | ----------------------------- |
| Мушки  | 67                        | 52                            | 0                                    | 0                    | 2                             |
| Женски | 11                        | 2                             | 0                                    | 0                    | 1                             |
| УКУПНО | 78                        | 54                            | 0                                    | 0                    | 3                             |
| Пол    | Производња и снабдевање   | Грађевинарство                | Трговина                             | Хотели и ресторани   | Саобраћај, складиштење и везе |
| Мушки  | 0                         | 0                             | 3                                    | 0                    | 1                             |
| Женски | 0                         | 0                             | 3                                    | 0                    | 0                             |
| УКУПНО | 0                         | 0                             | 6                                    | 0                    | 1                             |
| Пол    | Финансијско посредовање   | Некретнине                    | Државна управа и одбрана             | Образовање           | Здравствени и социјални рад   |
| Мушки  | 0                         | 0                             | 3                                    | 2                    | 0                             |
| Женски | 0                         | 0                             | 0                                    | 1                    | 0                             |
| УКУПНО | 0                         | 0                             | 3                                    | 3                    | 0                             |
| Пол    | Остале услужне активности | Приватна домаћинства          | Екстериторијалне организације и тела | Непознато            | Непознато                     |
| Мушки  | 2                         | 1                             | 0                                    | 1                    | 1                             |
| Женски | 2                         | 0                             | 0                                    | 2                    | 2                             |
| УКУПНО | 4                         | 1                             | 0                                    | 3                    | 3                             |